# اوله ورمینکو
اوله ورمینکو (اوکراینی: Олег Костянтинович Веремієнко؛ زادهٔ ۱۳ فوریهٔ ۱۹۹۹) بازیکن فوتبال اهل اوکراین است.
از باشگاه‌هایی که در آن بازی کرده‌است می‌توان به باشگاه فوتبال کارپاتی لویو اشاره کرد.
وی همچنین در تیم‌های ملی فوتبال Ukraine national under-18 football team, Ukraine national under-19 football team، و زیر ۲۰ سال اوکراین بازی کرده‌است.